# IMI Galil
El Galil (formalmente IMI Galil; en hebreo: גליל‎) es un fusil de asalto de fabricación israelí. Fue uno de los fusiles de asalto principales usados por las Fuerzas de Defensa de Israel durante décadas, y es el principal fusil de infantería del Ejército Nacional de Colombia (en reemplazo por una versión mejorada del mismo), de fabricación colombiana, el Indumil Galil Córdova. Tiene muy buen desempeño en la selva y es un arma versátil y precisa. Fue diseñado por Yisrael Galil, de quien toma su nombre, mas no como se cree erradamente que deriva de la región de Galilea. Es una mezcla de los diseños del AK-47 ruso y el Rk 62 finlandés (del que copia el mecanismo de funcionamiento), así como del FN FAL belga (del que toma la culata plegable y la bayoneta). Utiliza como munición los cartuchos 5,56 x 45 OTAN y 7,62 x 51 OTAN y es tan sencillo de fabricar como el AK-47 y el Rk 62, pero sus acabados son de mejor calidad y, por consiguiente, más duradero. Es enfriado por aire, funciona por acción de los gases y puede disparar en modo automático o semiautomático.
El Galil es de mayor peso en comparación con el M16A1 estadounidense; pesa aproximadamente 3,9 kilogramos estando descargado, contra el M16A1 de 2,9 kg. Por lo tanto algunos lo consideran como un arma muy pesada para los soldados de infantería, aunque su corta longitud lo hizo muy popular entre las tropas (el Galil de 840/614 milímetros, contra el M16A1 de 986 milímetros). Esto se debe a que el modelo ARM, que es la versión inicial, usa un bípode y una culata plegable hacia la derecha. El fusil Galil en todos sus modelos AR, SAR y ARM está fabricado en acero, lo que lo hace más resistente a golpes y a condiciones extremas del ambiente, funcionando perfectamente después de horas de combate aun sin limpiar sus mecanismos, factor que le favorece frente a otras armas que requieren un mayor cuidado y mantenimiento. Hoy día es considerado como un fusil de peso liviano en comparación con otros fusiles.

## Historia
Se comenzó a planear su diseño después de ver el pobre desempeño de los fusiles de asalto comprados en Occidente (como el FN FAL) y desde 1967, después de la guerra de los Seis Días, se dejan las pruebas de desempeño, pues el fusil belga de calibre 7,62 mm era considerado por las tropas israelíes muy largo para guardarse, de mantenimiento muy exigente, difícil de controlar en modo automático y propenso a atascarse con el polvo del desierto. También se decidió que el nuevo fusil de asalto debía ser del mismo calibre que el nuevo cartucho estadounidense, conocido como 5,56 x 45 OTAN (.223 Remington) y con mayor espacio entre las partes móviles para resistir la arena y el polvo. A fines de los años 60, las Fuerzas de Defensa Israelíes probaron dos diseños rivales: uno de Uziel Gal (diseñador del subfusil Uzi) y el otro de Yisrael Galil. El último diseño, basado en el fusil de asalto finlandés Rk 62 (una copia bajo licencia del AK-47), resultó ganador de la competición y fue seleccionado como nuevo fusil de asalto de las FDI en 1973.
Para la guerra del Yom Kippur en octubre de 1973 ya estaba fabricado en cantidades considerables, pero su presencia más notoria fue en la primera guerra con Líbano en 1982 y a lo largo del conflicto con los palestinos empleado contra las facciones armadas de la OLP, Fatah y Hamás. El arma en su tamaño original nunca fue bien recibida entre las numerosas unidades de las fuerzas especiales de Israel, que utilizaban el AK-47 debido a su fiabilidad, tras capturarlo del enemigo. La versión más compacta del Galil SAR, conocida como Glilón, dio lugar al subfusil principal de los soldados de las unidades acorazadas y de artillería, hasta el punto de convertirse en su seña de identidad junto con la boina negra. El Galil incluye una culata esquelética plegable (similar a la del FN FAL), un punto de mira iluminado con tritio, un destapador en la parte inferior del guardamano y un bípode que puede emplearse para cortar alambre. Se le ha calificado como la navaja suiza de las armas de fuego. Su alcance efectivo es de 400 metros.

## Variantes

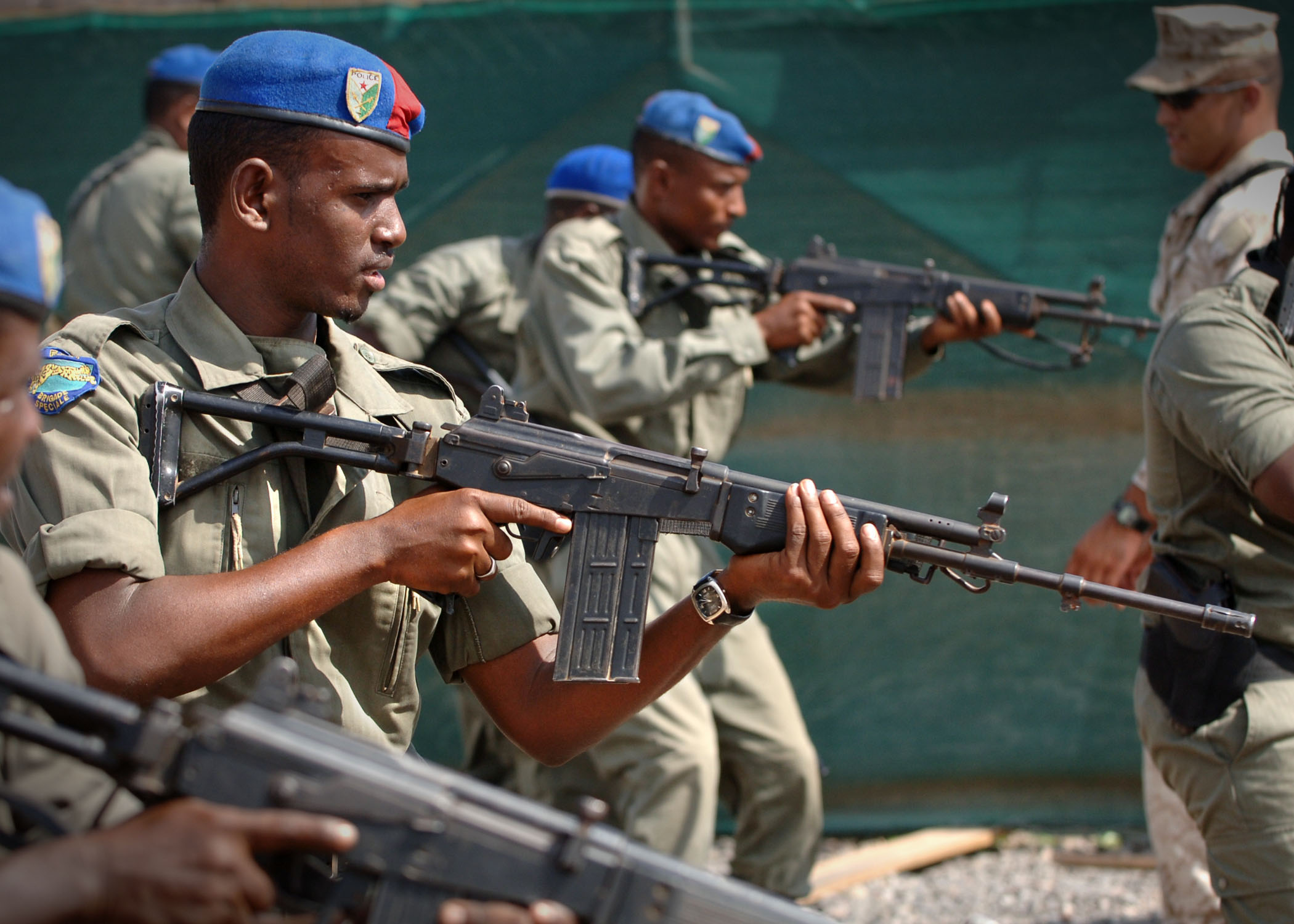
Formación de funcionarios de la Policía Nacional de Yibuti con el Galil AR en 7,62×51 mm.

A lo largo de años se han fabricado varios modelos del Galil, entre los que cabe destacar:
- Galil ARM: La versión original. Dispone de un asa de transporte y un bípode. Existe tanto en 5,56 x 45 OTAN como en 7,62 x 51 OTAN.
- Galil AR: Misma versión que la ARM pero sin bípode.
- Galil SAR ("corto", conocido en Israel como Glilón): Mismas características, modelo para paracaidistas e infantería motorizada que posee un cañón más corto.

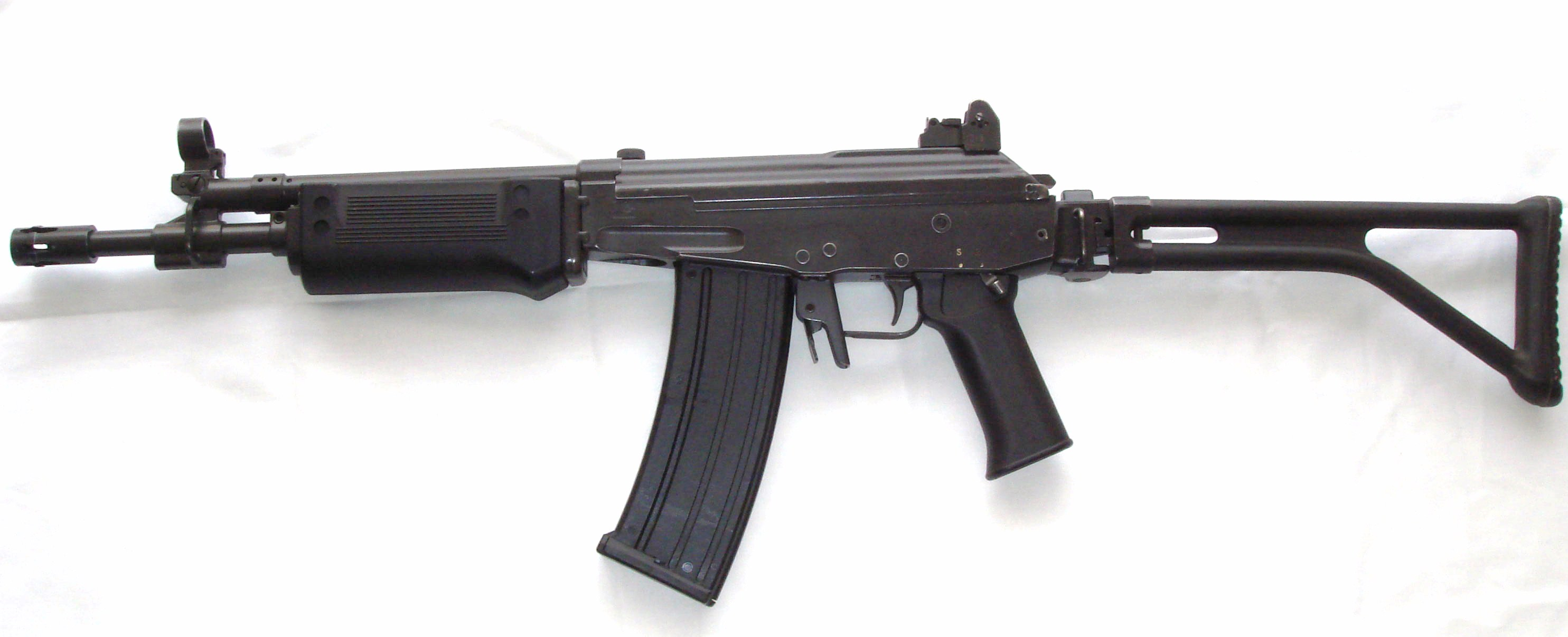
Galil SAR

- Galil MAR ("micro"): Conserva las mismas características internas exceptuando el cajón de mecanismos. Se tiene constancia de que se sobrecalienta, llegando a estar demasiado caliente como para tocarlo después de disparar varias ráfagas. Una versión revisada del arma está ahora en servicio con las fuerzas especiales israelíes en operaciones encubiertas, siendo suficientemente pequeño para ocultarlo debajo de una chaqueta y con una gran potencia de fuego. Otra variante del Galil MAR, llamada Magav, es usada por la policía de Israel.
- Galil GALATZ: Existen dos versiones reconocidas actualmente, la única diferencia es el calibre de su munición y otras características:

- Galil SASR: Con un cañón más largo, es bien conocida por los tiradores de precisión o para uso como fusil táctico. Usa munición 7,62 x 51 OTAN.
- Galil GALATZ: Tiene el mismo cañón del ARM, pero se le retiraron el bípode y el asa de transporte y no tiene modo automático. Es un modelo que está en uso por parte de las unidades especiales de operaciones de la Policía Nacional de Colombia y el Ejército de Guatemala.

- Galil Córdova: De fabricación colombiana, y considerada por muchos arma propia, se trata de una ampliación con varias mejoras y un diseño moderno, con 5 rieles distintos para adaptar varios tipos de visores y accesorios. Está hecho de plástico polímero y viene en 7 versiones.

(No se debe confundir con el Galil ACE, también fabricado bajo licencia de IWI en Colombia y otros países: Galil ACE 21,22 y 23 (5,56 x 45 OTAN), Galil ACE 31,32 (7,62 x 39) y Galil ACE 51, 52 (7,62 x 51 OTAN).

## Países donde se ha usado

### Israel
Desde su invención el Galil ha visto un largo historial en combate en su nación de origen, en donde tomó parte en la guerra de Yom Kipur, en donde era bien recibido, ya que no era tan susceptible a fallos como los demás fusiles en servicio con el Tzahal, el FN FAL o el M16. El Galil también ha sido usado en la Guerra del Líbano de 1982, la Guerra del Líbano de 2006 (ambas contra la OLP y Hezbolá). En la actualidad se encuentra como un fusil de reserva en las FDI.

### Colombia
El Galil en calibre 7,62 mm sustituyó desde 1994 al HK G3 como fusil reglamentario de las Fuerzas Militares y de la Policía Nacional de Colombia. Actualmente una versión moderna del fusil en calibre 5,56 mm es fabricada en ese país por la empresa estatal de armamentos y explosivos INDUMIL (Industria Militar). Debido a que Israel ya no fabrica el Galil (más allá de un número limitado de versiones especiales) ni exporta unidades de sus existencias, INDUMIL no solo fabrica este fusil para uso interno, sino también para ser exportado. Entre sus clientes podemos encontrar al mismo Israel y Paraguay. En el conflicto armado colombiano, el Galil en calibres 5,56 mm y 7,62 mm ha sido usado no solo por la Fuerza Pública Colombiana, sino también por los grupos guerrilleros de ese país que habían capturado algunos ejemplares del fusil, como las Fuerzas Armadas Revolucionarias de Colombia (FARC), el Ejército de Liberación Nacional (ELN), además de otras estructuras paramilitares como las Autodefensas Unidas de Colombia (AUC) y los cárteles de Medellín y Cali, aunque estos grupos usan asimismo otros fusiles, principalmente el AK-47 y el AR-15.
A mediados de 2010, INDUMIL Dio a conocer un fusil diseñado en Colombia, basado en las experiencia obtenidas con el Galil Israelita Fusil INDUMIL Galil Cordova con el fin de sustituir y mejorar los aspectos de su predecesora, y, remplazando a esta como nuevo fusil reglamentario de infantería.
Estos logros llevó a Colombia la exclusividad de la producción del arma, por lo cual Indumil será el fabricante mundial del nuevo modelo Galil Córdova, y de partes del Galil clásico.
La nueva arma, el Fusil Galil Córdova, es fabricada por la INDUMIL desde el 1.er trimestre del 2010, como reemplazo del Galil original.
Este fusil tiene modificaciones radicales en su aspecto y funcionalidad, incorporando el Riel Picatinny, que aumenta la precisión de tiro, con la posibilidad de ensamblar hasta cinco accesorios tácticos: una mira reflectiva, punteros láser, amplificadores, linternas y empuñadura de asalto.
El ejército de Colombia junto con sus demás fuerzas, prefiere el Galil porque:
1. Es un fusil de asalto con los requerimientos que necesita el mismo, su perfil es el adecuado para los tipos de terreno y demás elementos que un militar debe afrontar en suelo colombiano pues es un arma hecha específicamente para resistir casi cualquier cosa como su hermana mayor la AK-47 rusa.
2. Es un arma que la misma industria militar colombiana (indumil) fabrica, por lo cual su coste es mucho más bajo que el de las armas estadounidenses que se puedan importar.
3. Colombia a partir del año 2010 se ha convertido en el único fabricante de armas GALIL Córdoba diseño modernizado del Galil clásico en el mundo.
4. Es el fusil emblema de Colombia, ya que con este se ha combatido a los grupos al margen de la ley en este territorio.

### Uso en Centroamérica y Norteamérica

#### Honduras
Antes perteneciente al ejército hondureño, fue transferido a la policía nacional cuando el ejército recibió los M16; ahora la policía nacional usa el fusil de asalto Galil. Gracias a su buen poder ofensivo es bastante utilizado en actividades preventivas y de conflicto directo. También usan Galil SAR 310 Y Galil ACE 21.

#### Costa Rica
No contando con ejército propio, en Costa Rica este fusil es utilizado por la policía (Fuerza Pública) como arma de apoyo sobre todo en zonas rurales donde es común observarlas en operativos de montaña junto con los M16. Su facilidad de mantenimiento y durabilidad son muy apreciadas en las delegaciones rurales (el fusil utilizado en este país no es de tipo militar, ya que no posee modo de tiro automático, sino solamente disparo único; por lo tanto, es una versión civil conocida como IMI Golani).

#### México
Lo usan tanto los cuerpos de la Policía Federal como algunas de las unidades de los cuerpos de policía estatal (Estado de Zacatecas). También usan las ametralladoras de calibre 5,56 IMI Néguev y la M60, de calibre 7,62 [cita requerida].

#### Nicaragua
El modelo ARM, de calibre 7,62mm fue el arma oficial de la Guardia Nacional de Nicaragua (GN) entre 1974 y 1979. También fue utilizado por la guerrilla marxista Frente Sandinista de Liberación Nacional (FSLN) durante la insurrección de 1978 y 1979 contra la dictadura de Anastasio Somoza Debayle en dicho país, aunque la guerrilla también empleaba el FN FAL, AK-47 y AKM también el M16 aunque este último era capturado de la Guardia.

#### El Salvador
El arma fue ampliamente usada en El Salvador por el Ejército salvadoreño (Fuerza Armada de El Salvador, FAES), entre 1980 y 1992, contra la guerrilla del Frente Farabundo Martí para la Liberación Nacional (FMLN) durante la guerra civil de El Salvador, junto con el HK G3 alemán y el M16. Actualmente es utilizado en todos sus modelos como fusil reglamentario de la Policía Nacional Civil de El Salvador.

#### Guatemala

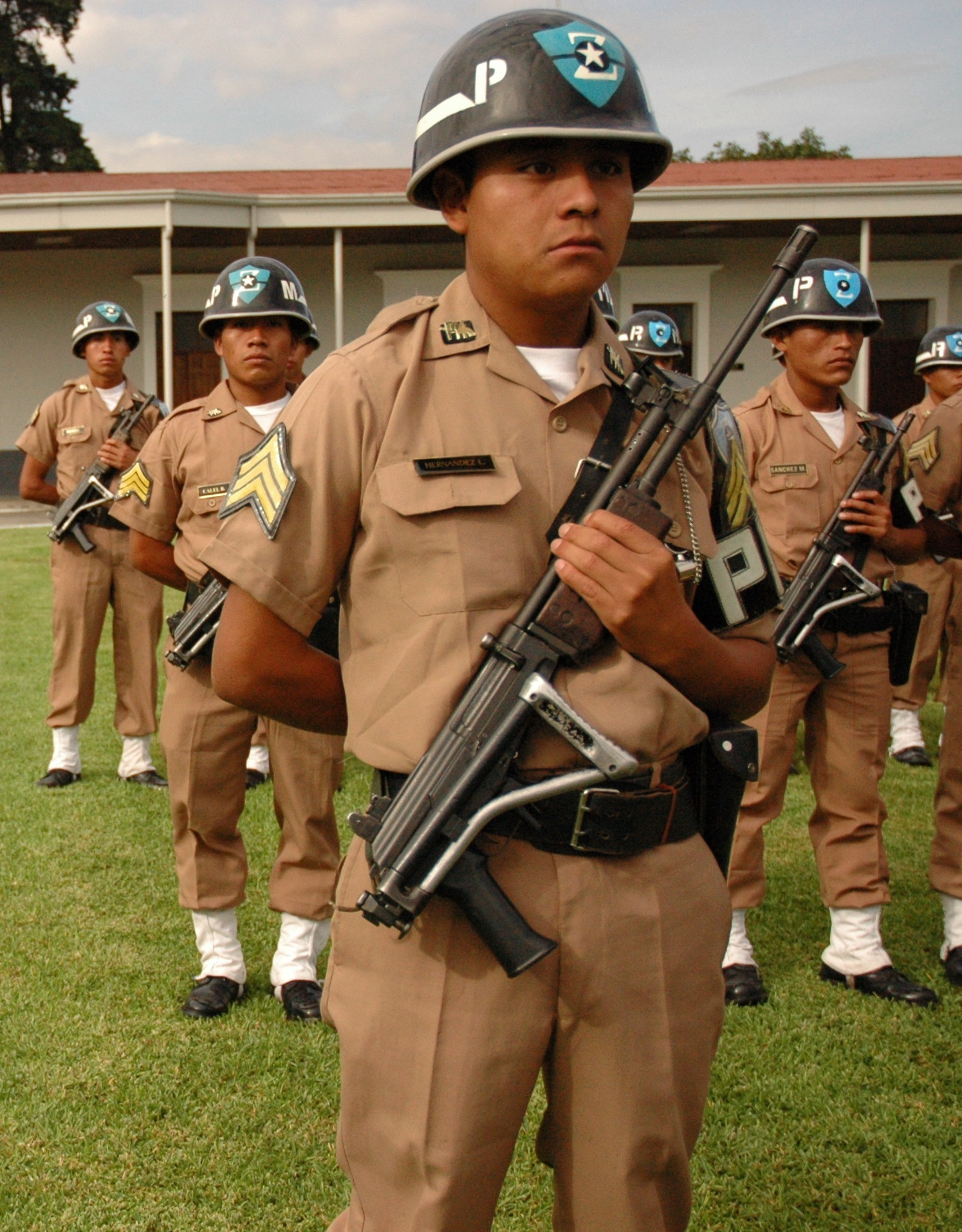
Policías militares de Guatemala con fusiles Galil KEL.

En la Guerra civil de Guatemala (1960-1996), fue suministrado como arma de dotación de las fuerzas estatales de seguridad desde finales de los años 70. También fue empleado por las guerrillas, al ser capturado en combate, contra el Ejército y las paramilitares Patrullas de Autodefensa Civil (PAC). El Ejército guatemalteco lo usó contra la guerrilla Unidad Revolucionaria Nacional Guatemalteca (URNG).
En Guatemala fue muy popular el fusil de asalto Galil KEL, una versión modificada del ARM fabricada especialmente para Guatemala, que se diferencia de otros modelos en habérsele retirado el bípode y el asa para transporte, además de poder disparar solo en modo semiautomático. Las siglas KEL se deben al entonces presidente de Guatemala, el general Kjell Eugenio Laugerud García.

#### República Dominicana
En la República Dominicana tiene uso especial por el 1.er Regimiento Dominicano Guardia Presidencial, en la custodia del Palacio Presidencial.

## Usuarios
- Botsuana[10]
- Brasil[10][11]
- Camerún[12]
- Colombia[13][14][15]
- Costa Rica[10]
- El Salvador[16]
- Estonia[17][18][19][20]
- Filipinas[10][21]
- Georgia[22]
- Guatemala[23]
- Haití[10]
- India[10]
- Indonesia[24]
- Israel[25][26]
- Italia[27][28][29]
- Lesoto[10]
- México[30]
- Mongolia[31][32]
- Nepal[10]
- Nicaragua[10]
- Perú[10]
- Portugal[33]
- República Democrática del Congo[10]
- República Dominicana[9]
- Ruanda[10]
- Suazilandia[10]
- Sudáfrica[34]
- Tailandia[35]
- Trinidad y Tobago[10]
- Ucrania[36]
- Vietnam[37][38]
- Yibuti[39]